# Ahmed al-Mutava
Ahmed al-Mutava (arabul: بدر أحمد المطوع; Kuvaitváros, 1985. január 10. –) kuvaiti labdarúgó, a Qadsia SC csatára. Klubjában és a kuvaiti labdarúgó-válogatottban is a 17-es mezben játszik. Ő jelenleg a második legtöbb válogatottsággal rendelkező aktív nemzetközi játékos, 196 válogatottsággal, Cristiano Ronaldo után.

## Statisztika

### A válogatottban
| Válogatott | Év       | Mérk. | Gólok |
| ---------- | -------- | ----- | ----- |
| Kuvait     | 2003     | 13    | 5     |
| Kuvait     | 2004     | 22    | 7     |
| Kuvait     | 2005     | 13    | 3     |
| Kuvait     | 2006     | 8     | 3     |
| Kuvait     | 2007     | 4     | 2     |
| Kuvait     | 2008     | 9     | 0     |
| Kuvait     | 2009     | 18    | 5     |
| Kuvait     | 2010     | 15    | 10    |
| Kuvait     | 2011     | 19    | 4     |
| Kuvait     | 2012     | 8     | 3     |
| Kuvait     | 2013     | 12    | 5     |
| Kuvait     | 2014     | 9     | 1     |
| Kuvait     | 2015     | 9     | 4     |
| Kuvait     | 2016     | 0     | 0     |
| Kuvait     | 2017     | 4     | 0     |
| Kuvait     | 2018     | 3     | 0     |
| Kuvait     | 2019     | 12    | 3     |
| Kuvait     | 2020     | 0     | 0     |
| Kuvait     | 2021     | 10    | 0     |
| Kuvait     | 2022     | 8     | 1     |
| Összesen   | Összesen | 196   | 56    |

Notes
1. ↑  Az RSSSF nem tartalmazza az Egyesült Arab Emírségek elleni gólt.[2][1]
2. ↑  Sem az RSSSF, sem a FIFA nem ismeri el a 2011. december 17-i, Dél-Arábia U23 elleni mérkőzést, így a gólt sem.[2][1]
3. ↑  Az RSSSF tévesen tulajdonít gólt az Al-Mutava csapatának a 2018. szeptember 10-i, Irak elleni mérkőzésen.[2][1]
4. ↑  Az RSSSF nem tartalmazza a 2022. március 25-i, Lettország elleni mérkőzés gólját.[2][1]